# 흥은위 정재화묘
흥은위 정재화묘는 대한민국 경기도 양평군 청운면 비룡리에 있다. 1986년 5월 30일 양평군의 향토유적 제15호로 지정되었다.

## 개요
묘의 좌우에는 높이 1m 내외의 곡장이 돌려져 있다. 묘 앞에는 상석. 향로석. 장명등, 그리고 좌우에는 문인석. 석수. 망주석 등이 각각 배치되어 있다. 묘역에는 본래 재실 등 부속건물이 있었으나 6.25때 소실되고, 현재는 주변에 기와편과 석편만이 산재해 있다.